# 구산초등학교 연종분교
구산초등학교 연종분교는 충청남도 공주시 유구읍 연종리 130-1에 있었던 공립 초등학교이다.

## 연혁
- 1945.11.3 마곡초등학교 연종분교장 설립
- 1960.04.1 연종국민학교로 승격
- 1990.03.1 구산초등학교 연종분교장으로 격하
- 1999.09.1 구산초등학교에 통폐합